# SS-520
SS-520 – japońska dwustopniowa rakieta sondażowa, operowana przez Japan Aerospace Exploration Agency. Rakieta ta konstrukcyjnie wywodzi się od rakiety S-520 (która służy jako pierwszy stopień SS-520). Rakieta może wynieść na trajektorię suborbitalną o maksymalnej wysokości 800–1000 km ładunek o masie 140 kg.
W 2017 zmodyfikowana wersja rakiety, wyposażona w dodatkowy 3. stopień miała na celu wyniesienie nanosatelity na niską orbitę okołoziemską. Start rakiety zakończył się niepowodzeniem.

## Starty
1. 5 lutego 1998, 08:30 GMT; s/n SS-520-1; miejsce startu: Centrum Kosmiczne Uchinoura (LP-KS), Japonia;
Ładunek: ENA/EPS/LAP; Uwagi: start udany – lot suborbitalny
2. 4 grudnia 2000, 09:16 GMT; s/n SS-520-2; miejsce startu: SvalRak, Norwegia;
Ładunek: Ion Outflow; Uwagi: start udany – lot suborbitalny
3. 14 stycznia 2017, 23:33 GMT; s/n SS-520-4; miejsce startu: Centrum Kosmiczne Uchinoura (LP-KS), Japonia;
Ładunek: TRICOM-1; Uwagi: start nieudany – próba wyniesienia satelity. Utrata kontaktu z rakietą po 20 sekundach od startu. Rakieta spadła do Oceanu Spokojnego.
4. 3 lutego 2018, 5:03 GMT; s/n SS-520-5; miejsce startu: Centrum Kosmiczne Uchinoura (LP-KS), Japonia;
Ładunek: TRICOM-1R; Uwagi: start udany - lot orbitalny[5]